# USS Wasp (CV-7)
USS Wasp (CV-7) byla letadlová loď námořnictva Spojených států, která působila ve službě v letech 1940–1942. Byla jedinou lodí své třídy. Zapojila se do bojů ve druhé světové válce, při nichž byla v září 1942 v Tichém oceánu potopena japonskou ponorkou I-19.

## Stavba
Na začátku druhé poloviny 30. let 20. století bylo ve Spojených státech amerických rozhodnuto o stavbě nové letadlové lodi, která by nahradila zastaralou USS Langley v roli lehké letadlové lodě.
Stavba Waspu byla zahájena 1. dubna 1936 a byly pro ni použity zmenšené plány pro stavbu jednotek třídy Yorktown. Pro dosažení plánovaného standardního výtlaku kolem 15 000 t však muselo být zmenšeno i pancéřování, což se v budoucnu stalo Waspu osudným. Práce prostupovaly pomalu, loď byla spuštěna na vodu až 4. dubna 1939. Vzhledem ke stále narůstajícímu napětí mezi USA a Japonskem však tempo po spuštění na vodu rychle vzrostlo a za další rok, 25. dubna 1940, již mohl být Wasp zařazen do služby.

## Služba v Atlantiku
V dobách před vstupem USA do války se letadlová loď Wasp zdržovala v Atlantském oceánu. Její činnost tvořily eskorty konvojů do Velké Británie a na Island. V březnu 1941 se Wasp podílel na nalezení škuneru George E. Klinck. Ten zabloudil v bouři u mysu Hatteras v Severní Karolíně a kvůli silné mlze nemohl najít cestu domů. Wasp jej díky svým silným pátracím reflektorům lokalizoval a dovedl bezpečně k pobřeží. V červenci toho roku se Wasp zúčastnil akce na zajištění bezpečného vylodění amerických vojáků na Islandu, kteří podle plánu vystřídali britské jednotky v zajištění ostrova před případnou německou invazí.
Vstup USA do druhé světové války zastihl Wasp v Atlantiku. Během prvních měsíců roku 1942 se podílel na doprovodech konvojů a také na dopravě britských stíhaček Spitfire Mk.V do Středomoří. Dne 17. března byl Wasp poškozen srážkou s torpédoborcem USS Stack. Ve druhé čtvrtině roku byl Wasp stažen do Norfolku ve Virginii, kde byly provedeny všechny nutné opravy a poté se loď vydala na cestu Panamským průplavem vstříc válce v Tichomoří.

## Služba v Tichomoří
První velkou akcí, které se Wasp v Pacifiku zúčastnil, byla podpora jednotek vyloďujících se na ostrově Guadalcanal v Šalomounových ostrovech dne 7. srpna 1942. Tam jeho letci spolu s letci z USS Enterprise a USS Saratoga několik prvních dní bránili čerstvě dobytá postavení na ostrově před útoky japonských bombardérů.
Další boje s Japonci Wasp propásl ve dnech 24.–25. srpna. V tu dobu se odehrála bitva ve východních Šalomounech, Wasp však neměl dostatek pohonných hmot a bitvy se kvůli tankování zúčastnit nemohl.
Dne 15. září křižoval Wasp se svým svazem jihovýchodně od ostrova San Cristóbal, když byl spatřen a torpédován japonskou ponorkou I-19. Jedním z důvodů, proč zmizel během krátké chvíle[zdroj⁠?!] pod hladinou bylo i omezené pancéřování, které měl Wasp kvůli dodržení plánovaného výtlaku. Ztráty dosáhly necelých 200 členů posádky.
Za své zásluhy Wasp obdržel dvě battle star.

## Vrak
Vrak letadlové lodě Wasp byl 14. ledna 2019 lokalizován výzkumnou lodí RV Petrel. Vrak se nachází v hloubce 4200 metrů.